# 자키엘라 자바니카
자키엘라 자바니카(Jackiella javanica)는 망울이끼목에 속하는 우산이끼류의 일종이다. 자키엘라과(Jackiellaceae)와 자키엘라속(Jackiella)의 유일종이다. 1900년 쉬프너(Schiffner)가 처음 기술했다.